# 千国駅
千国駅（ちくにえき）は、長野県北安曇郡小谷村大字千国にある、東日本旅客鉄道（JR東日本）大糸線の駅である。駅番号は「10」。

## 歴史
開業前の1937年（昭和14年）に当駅付近の風張山が崩落し、大糸線が寸断される事態となり、当駅の南側に記念碑が建立されている。

### 年表
- 1961年（昭和36年）12月23日：国鉄の千国崎仮乗降場として開業[1]。
- 1962年（昭和37年）12月25日：千国と改称して駅に昇格[1][2][3]。気動車の旅客のみを取り扱う駅員無配置駅[4]。
- 1987年（昭和62年）4月1日：国鉄分割民営化により、JR東日本の駅となる[5]。
- 1989年（平成元年）7月：2面2線化[1]。
- 2005年（平成17年）：上りホームを撤去し、1面1線化[1]。
- 2014年（平成26年）
  - 11月22日：長野県神城断層地震により、信濃大町駅 - 糸魚川駅間を23日まで運休[新聞 1]。
  - 12月7日：白馬駅 - 南小谷駅間の運転再開により、営業再開[新聞 2]。
- 2016年（平成28年）11月：現在の待合室に改修。

## 駅構造
単式ホーム1面1線を有する地上駅である。開業当初も単式ホームであったが、列車増加に対応するため、1989年（平成元年）に交換設備を増設し、相対式ホーム2面2線となった。その後、2005年（平成17年）10月に再び旧下り本線のみを用いた単式ホームに変更された。2面ホーム時代は両ホームを横断地下道で連絡できた。この地下道は棒線化以降に閉鎖されたが、2025年（令和7年）現在でも残っている。
南小谷駅管理の無人駅で、駅舎はなく、トイレのないコンクリート製の簡素な待合室がある。また、待合室に郵便ポストが設置されている。

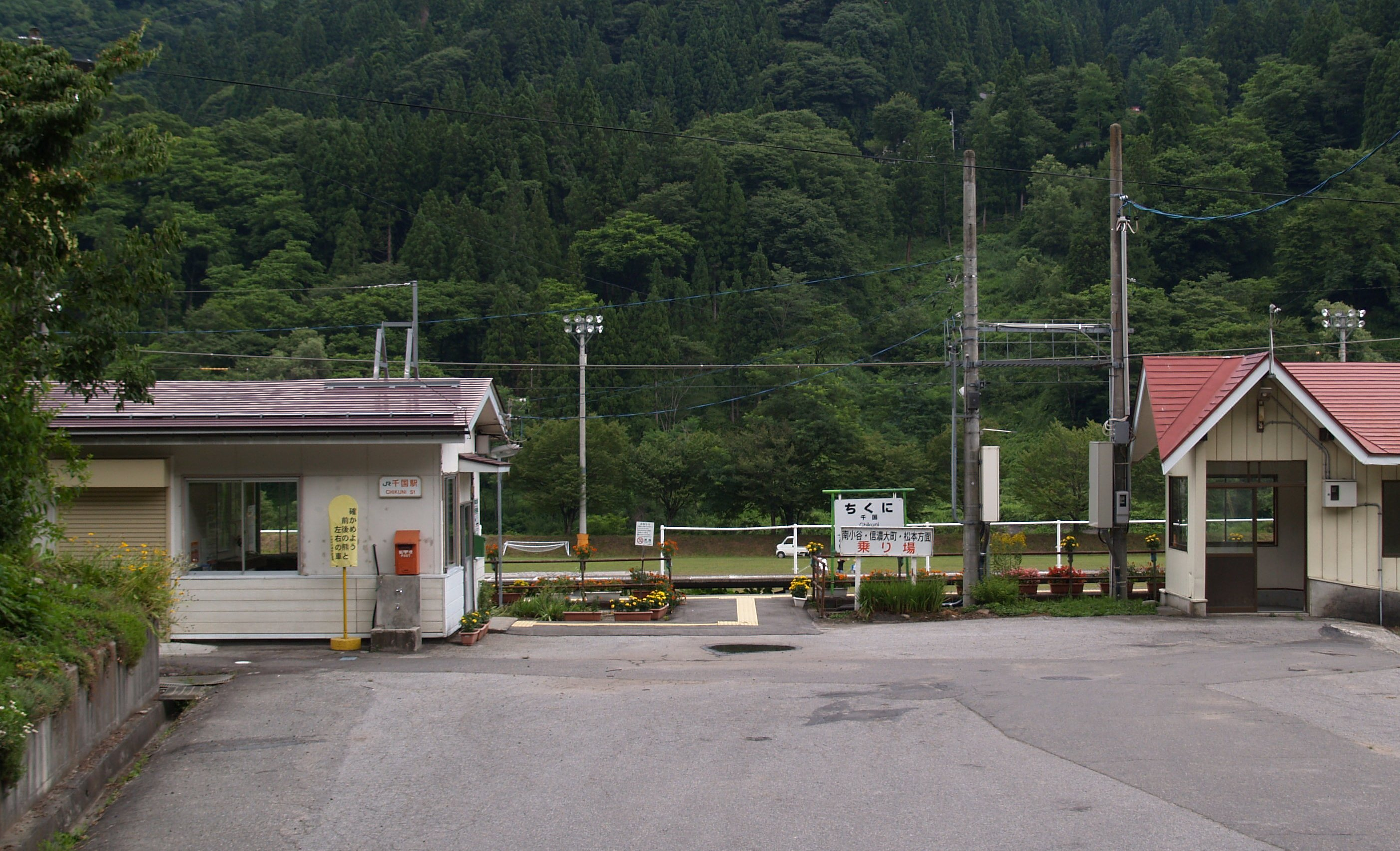
外壁改修前の駅舎と駅出入口（2010年8月）
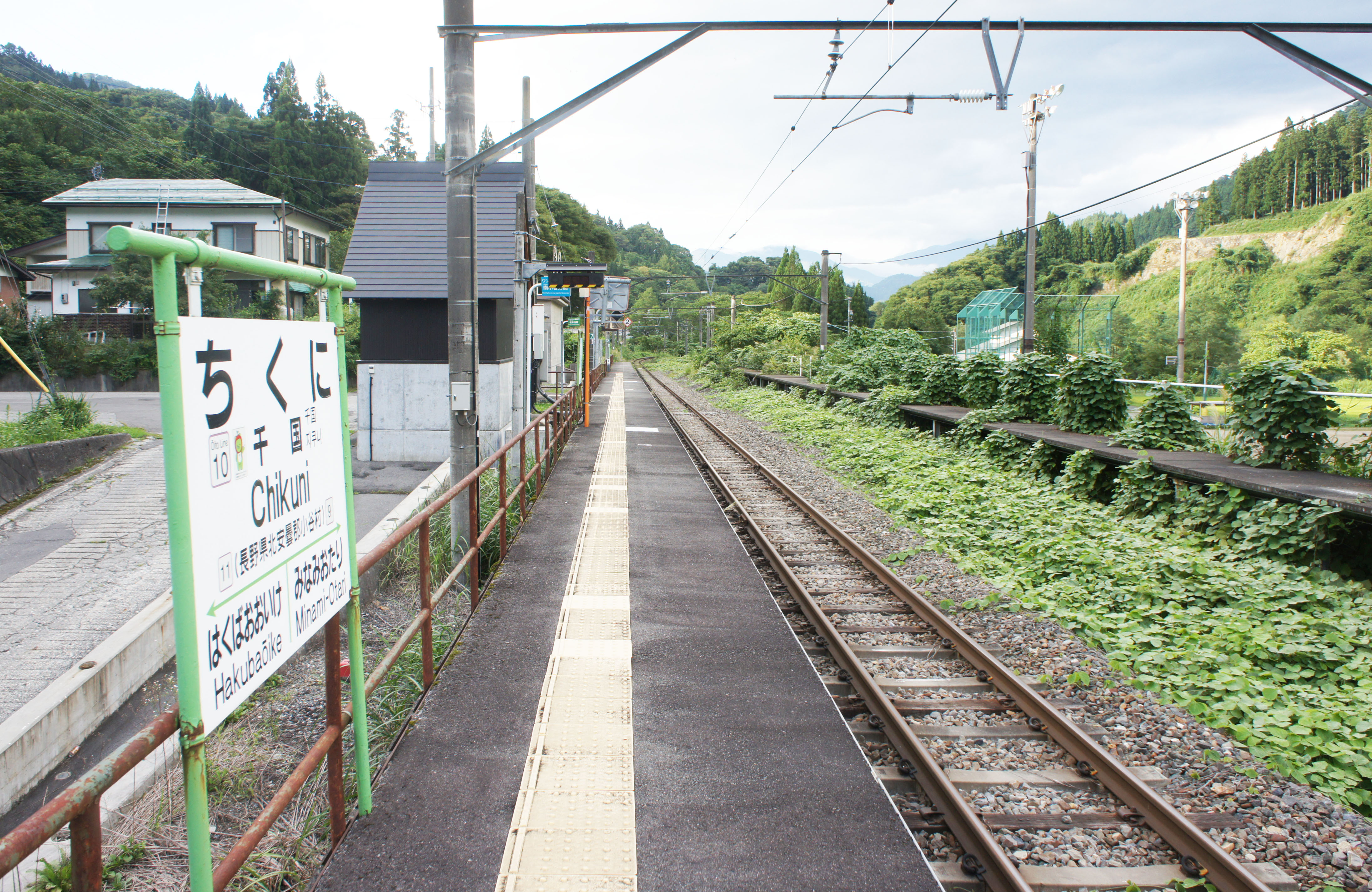
ホーム（2021年8月）

## 利用状況
「長野県統計書」によると、2007年度（平成19年度）、2009年度（平成21年度）- 2011年度（平成23年度）の1日平均乗車人員の推移は以下のとおりであった。
| 乗車人員推移       | 乗車人員推移     | 乗車人員推移 |
| 年度               | 1日平均 乗車人員 | 出典         |
| ------------------ | ---------------- | ------------ |
| 2007年（平成19年） | 7                | [ 1 ]        |
| 2009年（平成21年） | 3                | [ 1 ]        |
| 2010年（平成22年） | 3                | [ 6 ]        |
| 2011年（平成23年） | 2                | [ 7 ]        |

## 駅周辺
周りは山に囲まれている。
- 千国宿
- 姫川
- 国道148号
- 白馬乗鞍スキー場
- 小谷村立小谷中学校
- 千国崎グラウンド（村営グランド） - ナイター設備を有する[8]。
- 親沢橋（土木学会選奨土木遺産）

## その他
2025年（令和7年）のダイヤ改正で白馬駅発着に短縮されるまで南小谷駅発着として運行されていた特急「あずさ」や、かつて運行されていた急行「アルプス」、臨時急行「くろよん」は当駅に停車しない。かつては、特急「あずさ」が信濃大町駅～南小谷駅間で普通もしくは快速列車に格下げされて運行されており、普通列車に格下げされた下り1本、および快速列車に格下げされた列車のうち上り1本が停車した。また、定期の急行「アルプス」の下り列車が信濃森上駅から普通列車に格下げされ当駅に停車した。

## 隣の駅
東日本旅客鉄道（JR東日本）
■大糸線
白馬大池駅 (11) - 千国駅 (10) - 南小谷駅 (9)

### 報道発表資料
1. 1 2  『大糸線に「駅ナンバー」を導入します』（PDF）（プレスリリース）東日本旅客鉄道長野支社、2016年12月7日。オリジナルの2016年12月8日時点におけるアーカイブ。2016年12月8日閲覧。

### 新聞記事
1. ↑  “41人けが、全壊34棟 長野北部地震、余震70回に”. 中日新聞 (中日新聞社). (2014年11月24日)
2. ↑  “JR大糸線、全線復旧 15日ぶり、高校生ら歓迎” 信濃毎日新聞 (信濃毎日新聞社). (2014年12月8日)